# Distrito de Colúmbia (América do Norte Britânica)

Mapa que ilustra o litígio da fronteira do Oregon com o Oregon Country (Estados Unidos) e o Distrito de Colúmbia (Reino Unido da Grã-Bretanha e Irlanda).

O Distrito de Colúmbia (em inglês: Columbia District) foi uma zona de comércio de peles na região do Noroeste Pacífico da América do Norte Britânica no século XIX. Foi explorada pela Companhia do Noroeste entre 1793 e 1811, e estabeleceu-se como território de exploração do comércio de peles por volta de 1810.
A Companhia do Noroeste foi depois absorvida pela Companhia da Baía de Hudson em 1821, e em virtude disso o Columbia District tomou o nome de Columbia Department. O Tratado do Oregon de 1846 marcou o fim efetivo deste departamento da Companhia da Baía de Hudson.
O explorador David Thompson, começando em 1807, trabalhou para a Companhia do Noroeste, tendo percorrido muito do que se tornaria o Columbia District. Em 1811 localizou o passo de Athabasca, que se tornaria o ponto-chave da ligação destas terras.